# Johan Simberg
Johan Peter Erik Simberg, född 12 juli 1950 i Helsingfors, är en finländsk skådespelare och regissör. 

## Biografi
Simberg studerade 1969–1973 vid Svenska teaterskolan och var 1973–1979 skådespelare och regissör vid Åbo svenska teater, konstnärlig ledare där 1977–1979; skådespelare vid Lilla Teatern 1981–1985 och vid Åbo svenska teater 1990–2002. Han hade också huvudrollen som Timo Harjunpää i TV-serier Harjunpää och kalla döden (1983) samt Harjunpää och antastaren (1985). Simberg, som under en lång följd av år i olika repriser varit knuten till Åbo svenska teater, lämnade scenen 2002 och bosatte sig i Korpoström, där han verkar som postförare och båtbyggare. 
Under sin skådespelartid hann Simberg med många varierande roller – det djupsinniga ligger mera för honom, också om han vid behov kan vara riktigt rolig, till exempel i rollen som George i Åbo svenska teaters storsuccé La cage aux folles (1991) och som Doolittle i My Fair Lady (1996); hans sista roll på Åbo svenska teater var Tevje i Spelman på taket (2002). Han har också regisserat på olika teatrar i Sverige. Bland hans förtroendeuppdrag märks ordförandeskapet i Finlands svenska skådespelarförbund 1981–1985.